# Mitsubishi F-1
O Mitsubishi F-1 é o primeiro jato militar pós-segunda guerra construído e desenvolvido no Japão, sendo apelidado de "Supersonic Rei-Sen". A Mitsubishi Heavy Industries e a Fuji Heavy Industries desenvolveram em conjunto o F-1. À primeira vista ele lembra o jato anglo-francês SEPECAT Jaguar, mas sendo um esforço completamente independente do Japão(embora utilizando os mesmos motores do SEPECAT). Seu papel principal é o ataque a navios, sendo o secundário o ataque ao solo também contando com uma capacidade limitada de ataque ar-ar.

## Desenvolvimento e Design
Em meados dos anos 1960, a Força Aérea de Autodefesa do Japão (JASDF) iniciou estudos em um jato de treinamento avançado, que também poderia ser modificado para servir nos papéis de ataque ao solo e antitransporte. Depois de considerar a produção de licença do T-38 Talon e SEPECAT Jaguar, o Japão decidiu desenvolver seu próprio caça, o supersônico Mitsubishi T-2, que fez seu primeiro voo em 20 de julho de 1971. A ultrapassagem dos custos no programa do T-2 levou à proposta da versão de ataque de assento único quase ter sido abandonada, porém o cancelamento do Kawasaki P-XL, da substituição prevista para a Kawasaki P-2J liberou fundos para o Japão.
A nova aeronave foi um derivado de mudanças mínimas do T-2, com o cockpit traseiro sendo convertido em um compartimento de aviônicos, o assento traseiro tendo sido removido e a substituição do canopy com um simples acesso a escotilha.
Duas presilhas adicionais foram montadas sob as asas para permitir o transporte de uma carga de armas mais pesada, e os aviônicos foram melhorados, um novo radar J/AWG-12, semelhante aos instalados nos F-4M Phantom da Força Aérea Inglesa, foram instalados. Este conjunto proporciona variadas informações a aeronave. Além das mudanças de aviônica, eliminação do banco traseiro e o novo canopy, a única grande mudança a partir do T-2 foi o fortalecimento da estrutura do avião para possibilitá-lo a transportar uma carga de armas maior que a do T-2.
O F-1 foi substituído pelo F-2 ,e os últimos seis F-1s ativos, com base em Tsuiki na província de Fukuoka, foram aposentados em 9 de Março de 2006, tendo atingido o limite de 4000 horas de voo.

## Armamento

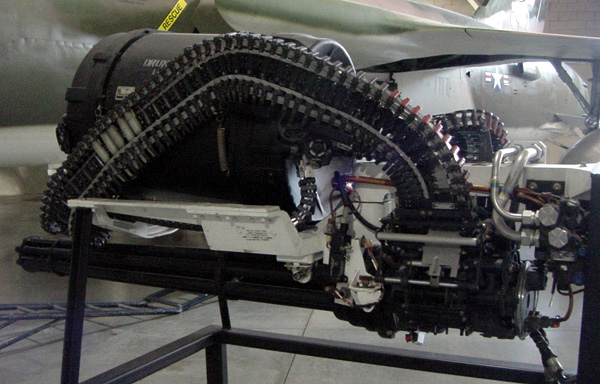
Metralhadora M61A1 de 20mm

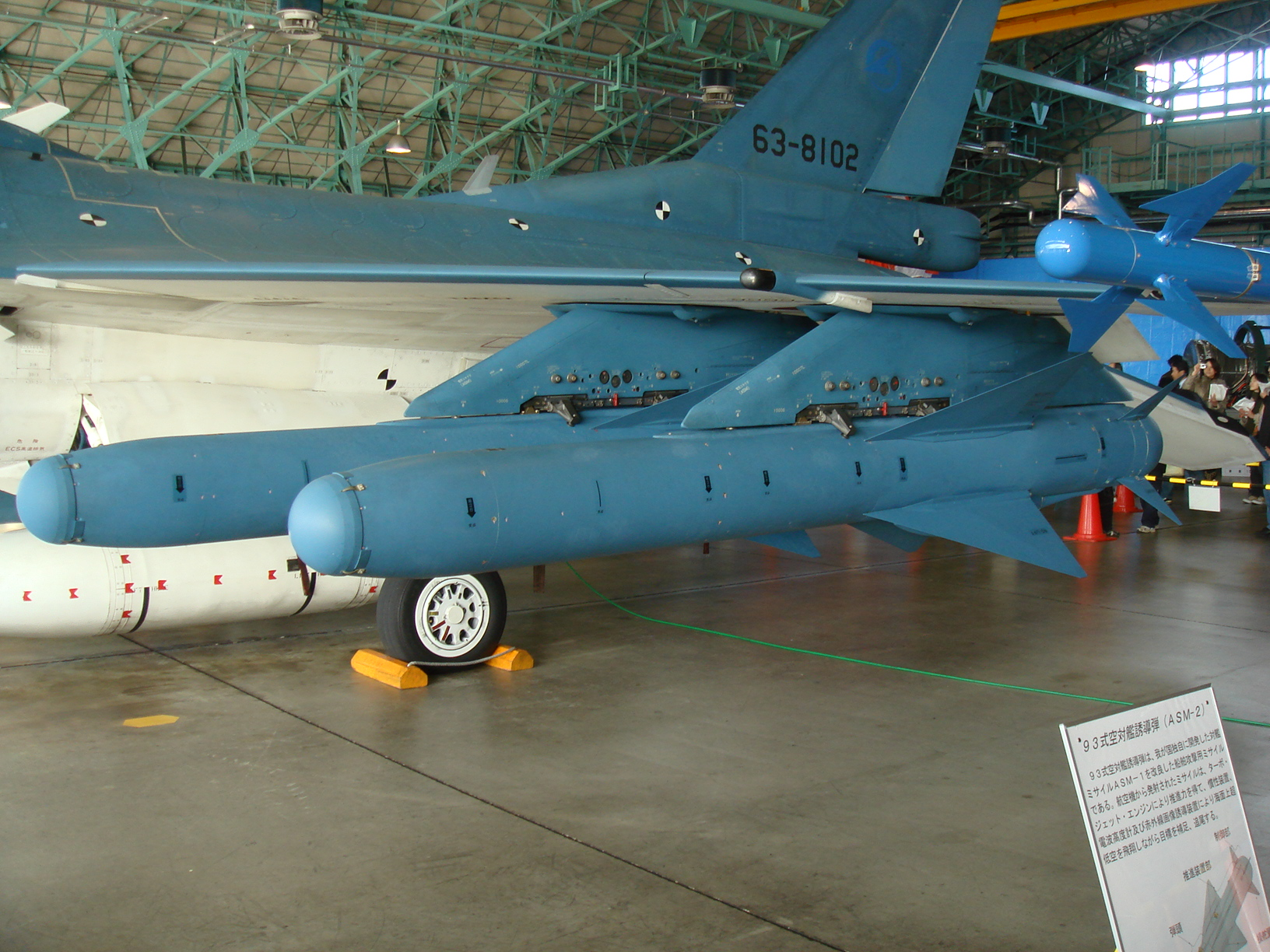
Dois exemplares de Mísseis ASM-2

O F-1 é equipado com um canhão 20mm JM61A1 Vulcan, com 750 cartuchos. O avião também tem setes presilhas externas para o transporte de uma grande variedade de equipamentos auxiliares. A presilha da fuselagem e o par de presilhas internas podem ser utilizadas para carregar tanques de combustíveis extras para aumentar o alcance da aeronave. A principal arma do F-1 é o ASM-1, e o mais recente ASM-2, que são mísseis antinavio de longo alcance. Esses mísseis são comparados ao míssil americano AGM-84 Harpoon ou o francês AM-39 Exocet. Outras armas desenvolvidas incluem o AIM-9 Sidewinder que é utilizado em ataques ar-ar, foguetes JLAU-3 e bombas de 227 kg(MK82),340 kg(M117). Além disso, essas duas bombas antes citadas também podem ser equipadas com kits infravermelhos que as transformam em armas guiadas de precisão, que se orientam a partir do calor emitido por alvos marítimos, como navios e outros alvos terrestres. Quando equipada com o kit de guiamento infravermelho essas bombas são conhecidas como GCS-1.